# Apple Books
Apple Books, trước đây là iBooks, là một ứng dụng đọc và lưu trữ sách điện tử của Apple Inc. cho các hệ điều hành và thiết bị iOS và macOS. Nó đã được công bố, dưới tên iBooks, kết hợp với iPad vào ngày 27 tháng 1 năm 2010, và được phát hành cho iPhone và iPod Touch vào giữa năm 2010, như một phần của bản cập nhật iOS 4. Ban đầu, iBooks không được cài sẵn trên thiết bị iOS, nhưng người dùng có thể cài đặt miễn phí từ iTunes App Store. Với việc phát hành mặc định trên iOS 8, nó đã trở thành một ứng dụng tích hợp. Vào ngày 10 tháng 6 năm 2013, tại Hội nghị các nhà phát triển toàn cầu của Apple, Craig Federighi đã thông báo rằng iBooks cũng sẽ được cung cấp OS X Mavericks vào mùa thu năm 2013.
Apple muốn ứng dụng Books của mình trở thành một địa chỉ duy nhất cho tất cả nhu cầu đọc của người dùng. Nó cho phép bạn thêm sách điện tử hiện có của mình, cung cấp cổng thông tin cho ebook store của Apple, để bạn có thể mua thêm nhiều sách và lần đầu tiên, cho phép bạn nghe audiobook.
Ứng dụng có thể đọc file EPUB, file PDF và định dạng IBA độc quyền của Apple (sử dụng cho sách được tạo trong ứng dụng iBooks Author của Apple).
Vào ngày 19 tháng 1 năm 2012, tại một sự kiện đặc biệt tập trung vào giáo dục tại thành phố New York, Apple đã công bố phát hành miễn phí iBooks 2, có thể hoạt động ở chế độ ngang và cho phép đọc tương tác. Ngoài ra, một ứng dụng mới, iBooks Author, đã được công bố cho Mac App Store, cho phép mọi người tạo sách giáo khoa tương tác để đọc trong iBooks; và Cửa hàng iBooks đã được mở rộng với danh mục sách giáo khoa. Hội nghị Tác giả iBooks, tập hợp thường niên của những người sáng tạo nội dung số xung quanh Tác giả iBooks của Apple, đã triệu tập từ năm 2015.
iBooks đã được đổi tên thành "Apple Books" cùng với việc phát hành iOS 12 và macOS Mojave vào tháng 9 năm 2018. Ứng dụng đã có thêm một biến thể mới của kiểu chữ San Francisco được gọi là "SF Serif."